# Eve Hewson
Eve Hewson   (Dublín, 7 de juliol de 1991) és una actriu irlandesa. El seu primer paper important va ser a la pel·lícula dramàtica de 2011 Un lloc per quedar-s'hi, i va fer el seu debut televisiu com a infermera Lucy Elkins a la sèrie de Steven Soderbergh de 2014 The Knick. Ha aparegut en pel·lícules com Blood Ties (2013), Bridge of Spies (2015) i Robin Hood (2018). El 2020, va protagonitzar la minisèrie The Luminaries. El 2021 va interpretar a Adele a la minisèrie de Netflix Behind Her Eyes, i el 2022 va interpretar a Becka a la sèrie d'Apple TV+ Bad Sisters.

## Biografia
Hewson va néixer a Dublín, Irlanda, la segona filla de l'activista Ali Hewson (de soltera Alison Stewart) i del cantant principal d'U2 Bono (Paul David Matthew Hewson). Té una germana gran, Jordan, i dos germans petits, Elijah i John. Va estudiar al Dalkey School Project i al St. Andrew's College de Dublín i a la Universitat de Nova York.
Eve Hewson va aparèixer al costat de Sean Penn i Frances McDormand a Un lloc per quedar-s'hi (2011) i a Bridge of Spies de Steven Spielberg (2015). També va interpretar el paper principal al vídeo musical de The Script "For The First Time".
Del 2014 al 2015, va coprotagonitzar la sèrie de televisió de Steven Soderbergh The Knick.
L'octubre de 2015, va aparèixer com a Carol Donovan a la pel·lícula de la Guerra Freda de Steven Spielberg Bridge of Spies amb el paper de la filla del personatge principal de la pel·lícula, interpretat per Tom Hanks.
El 2018 va interpretar el paper de Marian, al costat de Taron Egerton en una nova versió de Robin Hood (2018), dirigida per Otto Bathurst.
Després de la seva participació en la peça d'època The Luminaries (2020), Hewson va interpretar Adele, una dona solitària i rica en el thriller psicològic de Netflix, Behind Her Eyes, adaptat de la novel·la de Sarah Pinborough del 2017, coprotagonitzant la minisèrie amb Simona Brown i Tom Bateman.
Va tornar a les seves arrels irlandeses amb "Bad Sisters", sèrie en streaming a Apple TV+, creada per Sharon Horgan, adaptació d'una sèrie belga, un thriller, combinació d'humor i trauma, on un clan de germanes irlandeses molt unides tramen un complot per matar el seu menyspreable cunyat. Hewson interpreta a Becka, una noia d'esperit lliure, la més jove de les cinc germanes.

## Filmografia

### Pel·lícules
| Any  | Títol                          | Paper              | Notes                         |
| ---- | ------------------------------ | ------------------ | ----------------------------- |
| 2005 | Lost and Found                 |                    | Surt com a Brenda M. Stankard |
| 2008 | Jorma's Blind Date             | The Blind Date     |                               |
| 2008 | The 27 Club                    | Stella             |                               |
| 2011 | Un lloc per quedar-s'hi        | Mary               |                               |
| 2013 | Blood Ties                     | Yvonne             |                               |
| 2013 | Enough Said                    | Tess               |                               |
| 2015 | Bridge of Spies                | Carol Donovan      |                               |
| 2017 | Papillon                       | Nenette            |                               |
| 2018 | Paper Year                     | Franny Nightingale |                               |
| 2018 | Robin Hood                     | Maid Marian        |                               |
| 2019 | The True Adventures of Wolfboy | Rose               |                               |
| 2020 | Tesla                          | Anne Morgan        |                               |
| 2023 | Flora and Son                  | Flora              |                               |

### Televisió
| Any     | Títol           | Paper       | Notes       |
| ------- | --------------- | ----------- | ----------- |
| 2014–15 | The Knick       | Lucy Elkins | 20 episodis |
| 2020    | The Luminaries  | Anna        |             |
| 2021    | Behind Her Eyes | Adele       |             |
| 2022    | Bad Sisters     | Becka       |             |